# Kempnyia obtusa
Kempnyia obtusa és una espècie d'insecte plecòpter pertanyent a la família dels pèrlids.

## Descripció
Els adults presenten el cap ambre i el pronot amb rugositats groguenques.

## Hàbitat
En el seu estadi immadur és aquàtic i viu a l'aigua dolça, mentre que com a adult és terrestre i volador.

## Distribució geogràfica
Es troba a Sud-amèrica: el Brasil (São Paulo, Rio de Janeiro i Minas Gerais).